# Дисфемизм
Дисфеми́зм (др.-греч. δυσφήμη — неблагоречие) — грубое или непристойное обозначение изначально нейтрального понятия с целью придания ему негативной смысловой нагрузки или просто для усиления экспрессивности речи, например: сдохнуть вместо умереть, морда вместо лицо, башка вместо голова.
Дисфемизмы могут укореняться в языке как нейтральные названия: ср., например, фр. tête, итал. testa — голова < лат. testa — горшок, при нейтральном caput; в русском дисфемизм-калька горшок используется наряду с рус. кочан в том же значении голова.
В роли дисфемизм-эпитетов, носящих заведомо оскорбительный характер с элементом дегуманизации, часто выступают применяемые к людям названия животных, к примеру, «свинья», «овца», «петух» или «крыса». Также дисфемизмы широко используются для оскорбительной характеристики людей по признаку расы, национальности, сексуальной ориентации и т. п.
Термин «дисфемизм» иногда используют как синоним к слову «какофемизм». Однако их использование не стоит сводить к грубости и бескультурью.
Дисфемизмы широко используются в традиционных культурах (восточноазиатская и др.) с целью избежать сглаза: по отношению к собственным детям, женщинам, ценным предметам. Зачастую дисфемизмы скрадывают границу между суеверием и вежливым самоуничижением.